# Jedburgh
Jedburgh (scots Jethart, gael. Deadard) – miasto w Wielkiej Brytanii, w południowo-wschodniej Szkocji, w jednostce administracyjnej Scottish Borders, położone nad rzeką Jed Water, około 15 km od granicy angielskiej. W 2001 roku miasto liczyło 4090 mieszkańców.
W przeszłości miasto posiadało status royal burgh i znajdowało się w granicach historycznego hrabstwa Roxburghshire. W mieście znajdują się ruiny zbudowanego w XII wieku klasztoru Jedburgh Abbey. Pochodzący z tego samego wieku zamek Jedburgh Castle został zburzony w 1409 roku, w jego miejscu wybudowano nieczynne obecnie więzienie znane pod tą samą nazwą.